# Sophie av Grekland och Danmark
Sophie av Grekland och Danmark, född 1914, död 2001, var en grekisk och dansk prinsessa. Hon var syster till prins Philip, hertig av Edinburgh, som var gift med drottning Elizabeth II av Storbritannien.

## Biografi
Hon var dotter till prins Andreas av Grekland och Danmark och Alice av Battenberg. Hon gifte sig 1930 med Christoph Ernst August av Hessen-Kassel. 
Hon blev aldrig medlem av nazistpartiet, men hon var medlem av Nationalsozialistische Frauenschaft och beskrivs liksom sin make som en övertygad nazist. Hon umgicks i Nazitysklands societet och var personlig vän med Emmy Göring. 
På grund av vapenvilan mellan Italien och de allierade september 1943 arresterades hennes svåger Philipp av Hessen-Kassel och hans hustru Mafalda av Savojen, dotter till Italiens kung Viktor Emanuel III, på order av Hitler och sattes i koncentrationsläger. Hon försökte utan framgång få Emmy Göring att ingripa för hennes svåger och svägerska. 
Samtidigt utsattes Sophies hem för en husundersökning av nazisterna. Detta ledde till att Sophie tog avstånd från nazismen. 
Hennes make avled under oklara omständigheter i oktober 1943. Hon och familjen sattes under bevakning av nazisterna vid denna tid. 
I mars 1945 ockuperades hennes bostad slottet Friedrichshof av amerikanerna. Strax före ockupationen hade hon hjälpt sin familj att gömma värdesaker och komprometterande dokument. Familjen fick utrymma slottet, som rekvirerades av USA, och familjens egendom återlämnades inte förrän 1953. 
På grund av deras kopplingar till nazismen, blev varken hon eller hennes systrar inbjudna till deras bror prins Philips bröllop med den brittiska tronföljaren Elizabeth år 1947.